# Природне русло р. Либідь
«Природне русло річки Либідь» — комплексна пам'ятка природи місцевого значення, розташована на території Голосіївського району Києва (Україна).
Створений 24 жовтня 2002 року. Площа — 0,3 га. Землекористувач — історико-культурна пам'ятка-музей Київська фортеця.

## Історія

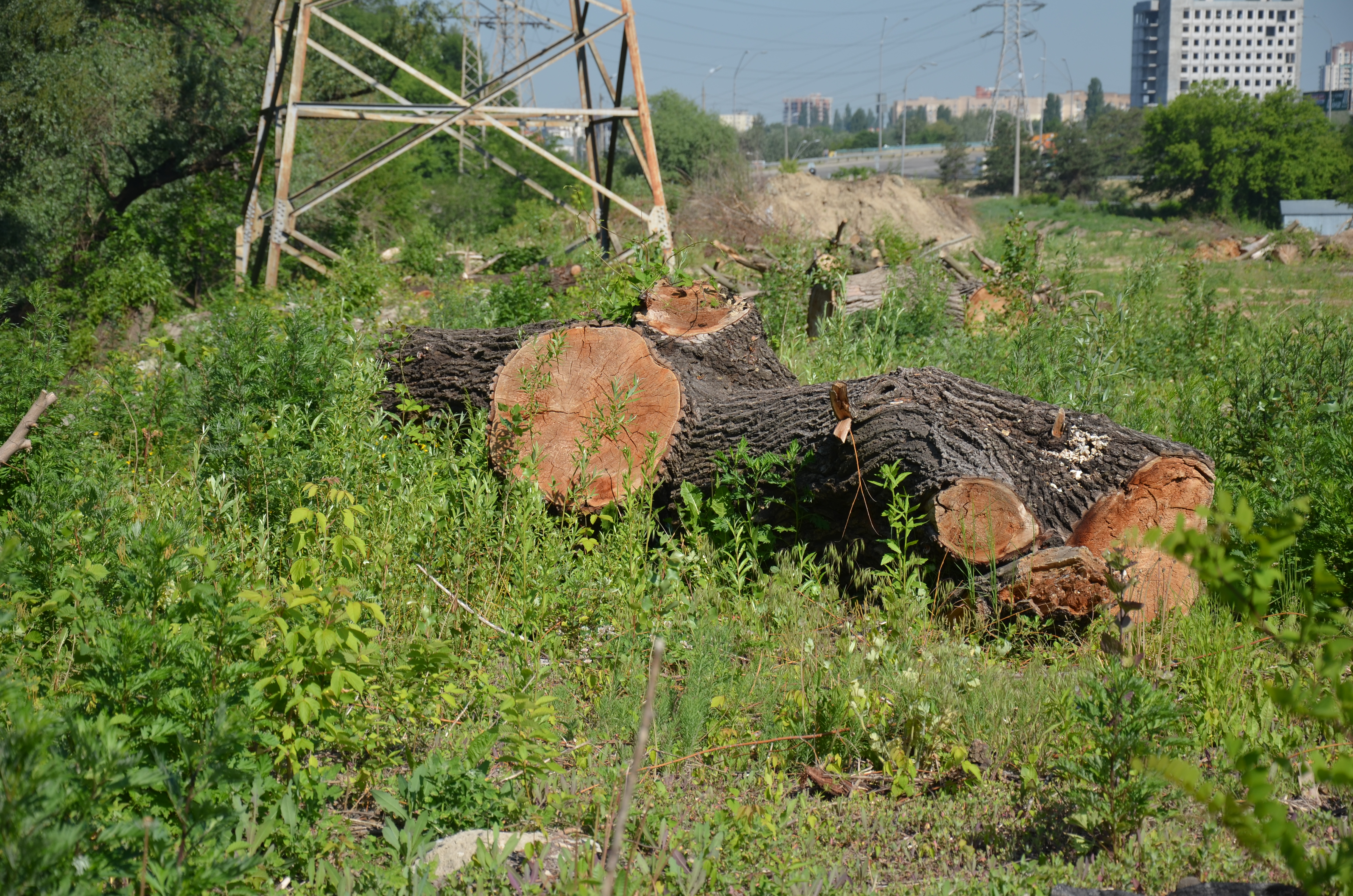
Незаконні вирубки на території пам'ятки

Комплексну пам'ятку природи місцевого значення «Природне русло р. Либідь» було створено рішенням Київської міськради № 1061/2471 від 28 грудня 2004 року за погодженням з користувачем — історико-культурною пам'яткою-музеєм «Київська фортеця» (ухвала науково-методичної ради музею від 17.06.2004 року № 61). ЇЇ було внесено у додаток-перелік до рішення Київради № 96/256 від 24.10.2002 р. «Про оголошення заказниками та пам'ятками природи місцевого значення природних об'єктів у Києві».
В той же час, місто продовжує забруднювати річку Либідь — триває неконтрольоване скидання сміття, надходження стічних вод , що надзвичайно погіршує якість води у річці. Тому кияни у 2015 році звернулися у Київраду з петицією про визнання долини річки Либідь зоною екологічного лиха.

## Опис

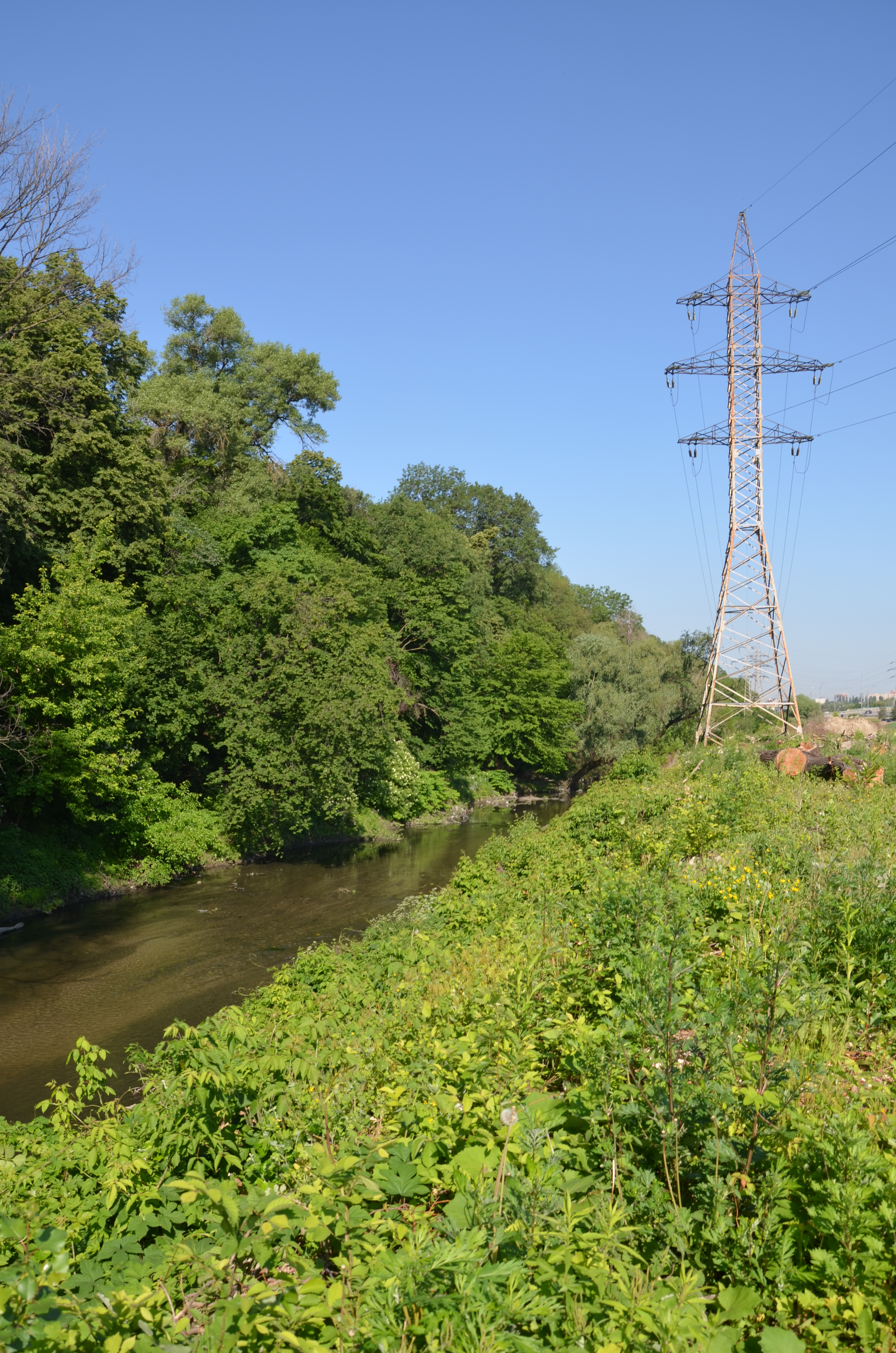
Нинішній стан пам'ятки

Пам'ятка природи займає русло (близько 350 м) і прибережну смугу річки Либідь — єдину ділянку поза каналізованим і закріпленим бетоном руслом, яке також на двох ділянках заключено в колектор (6,5 км) — між колектором, що південніше Саперно-Слобідської вулиці, і Столичним шосе.
Як доїхати — розташований в 500 м від виходу станції метро  «Видубичі».

## Природа
Природні компоненти представлено неканалізованою ділянкою русла річки Либідь, комплексом прибережно-водяної рослинності і лісовими насадженнями.
Береги річки Либідь укриті насадженнями таких порід дерев як граб, в'яз  гладкий, клен гостролистий, також зустрічаються верба біла і верба тритичинкова. Чагарниковий ярус утворюють глід і бересклет. У трав'яному ярусі зустрічаються типові неморальні види. Ближче до залізничного мосту через річку Либідь на лівому березі збереглися три старі екземпляри верби білої (вирублені весною 2018 р.).
У літній період у прибережній рослинності і на річці зустрічаються водолюбні види птахів. У дуплах великих дерев зустрічаються кажани.
Великі дерева також слугують місцем гніздування птахів ряду горобцеподібні.